# FlyBase
FlyBase est une base de données bio-informatiques consacrée à l’organisme modèle Drosophila melanogaster (ou mouche du vinaigre) ainsi qu’à une douzaine d’autres espèces de diptères dont le génome est entièrement séquencé.
Le projet FlyBase implique un consortium de chercheurs et de bio-informaticiens de l’université Harvard, de l'université de New Mexico et de l’université de l’Indiana aux États-Unis ainsi que de l’université de Cambridge en Angleterre.
FlyBase donne accès à l’ensemble des informations génomiques et bibliographiques concernant Drosophila melanogaster, différentes collections de mutants ainsi que de nombreux outils.

## Listes des génomes annotés sur FlyBase
- Drosophila simulans
- Drosophila sechellia
- Drosophila melanogaster
- Drosophila yakuba
- Drosophila erecta
- Drosophila ananassae
- Drosophila pseudoobscura
- Drosophila persimilis
- Drosophila willistoni
- Drosophila mojavensis
- Drosophila virilis
- Drosophila grimshawi